# چستوگارب
چستوگارب (به لهستانی:  Czystogarb) یک روستا در لهستان است که در گمینا کومانگچا واقع شده‌است. چستوگارب ۳۰۹ نفر جمعیت دارد.